# Claude Brasseur
Claude Pierre Espinasse, cunoscut sub numele de Claude Brasseur, (n. 15 iunie 1936, Neuilly-sur-Seine, Seine, Franța – d. 22 decembrie 2020, Paris, Métropole du Grand Paris, Franța) a fost un actor francez.
Provenit dintr-o familie cu mai multe generații de actori, Claude Brasseur a jucat de-a lungul carierei sale în peste 35 de piese de teatru și în peste 110 filme, obținând două premii César.

## Biografie

### Familie
Claude Brasseur a fost fiul actorilor Pierre Brasseur (1905-1972) și Odette Joyeux (1914-2000) și tatăl lui Alexandre Brasseur (născut în 1971). Face parte dintr-o familie de actori care își are originile la bunicii săi paterni, Georges Espinasse și Germaine Brasseur.

### Carieră

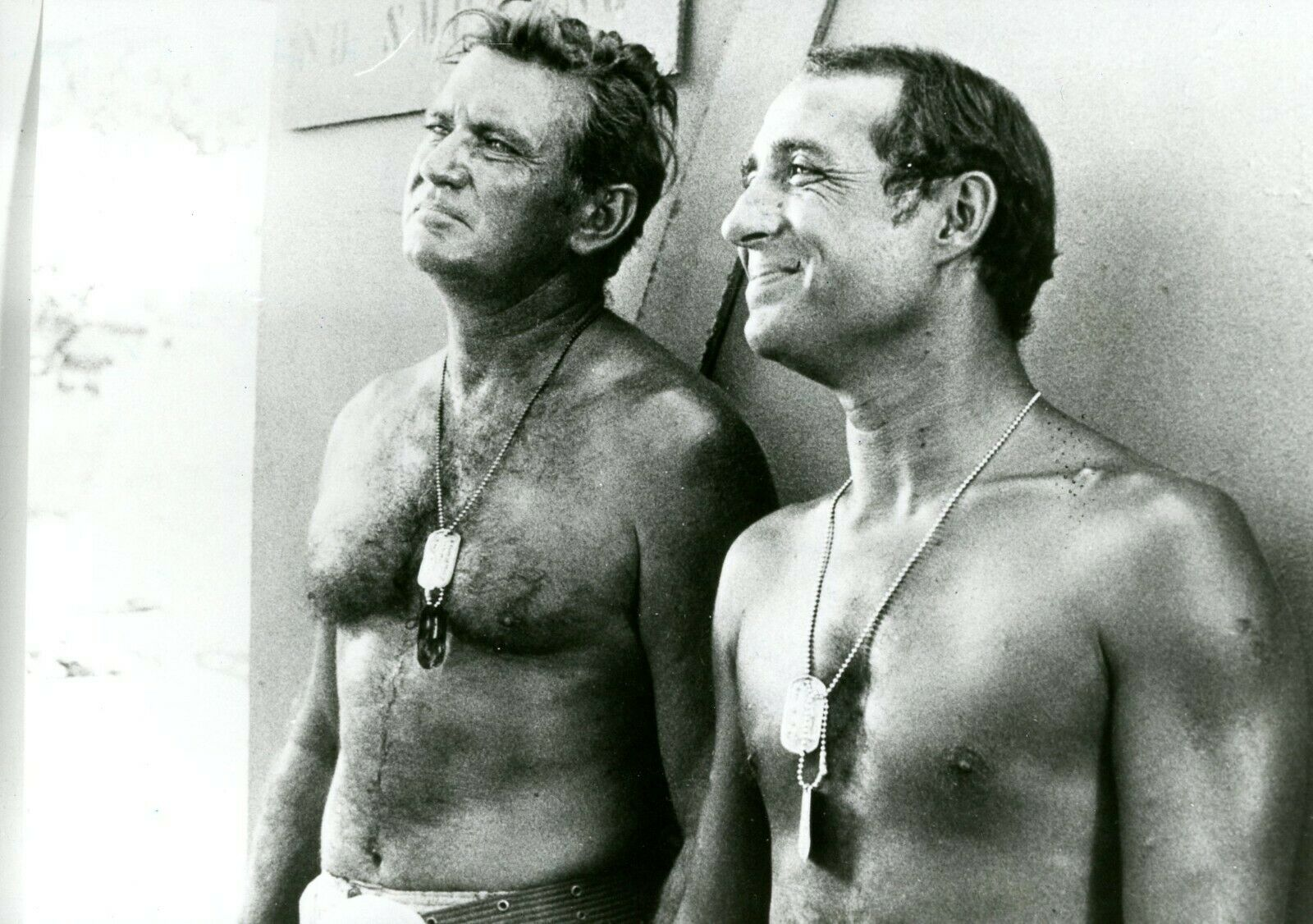
Claude Brasseur (în dreapta) alături de Rod Taylor în filmul Les Enfants de chœur (1973).

Foarte ocupați cu carierele lor, părinții săi nu se ocupă prea mult de el. După separarea lor, îl trimit în internat, la Colegiul de Juilly (Seine-et-Marne), aproape de Roissy, unde este educat de oratorieni, între 1950 și 1954. Acolo îi are ca colegi pe Philippe Noiret, Jean-Jacques Debout și Jacques Mesrine.
Și-a întrerupt studiile liceale. Prin relațiile tatălui său a fost angajat la Paris Match ca asistent al fotografului Walter Carone. În timpul unui interviu pe care îl realizează cu vedeta comediei de bulevard Elvire Popesco, aceasta îi recomandă – având în vedere numele său ilustru – să se îndrepte spre teatru. De altfel, actrița tocmai cumpărase Théâtre de Paris, unde în 1955 punea în scenă piesa Judas de Marcel Pagnol, și îl angajează pe tânărul actor pentru a interpreta trei roluri, oferindu-i astfel primul său contract. Performanța sa îi permite să intre la Conservator, unde îi are colegi, printre alții, pe Jean-Paul Belmondo, Jean-Pierre Marielle și Jean Rochefort.
În anul următor a debutat în cinematografie în filmul Rencontre à Paris de Georges Lampin. Joacă sub îndrumarea celor mai mari regizori ai vremii, printre care Georges Franju, Marcel Carné și Jean Renoir, însă televiziunea este cea care îi oferă primele sale roluri importante: Rouletabille în Le Mystère de la chambre jaune de Jean Kerchbron și Sganarelle în Dom Juan ou le Festin de pierre de Marcel Bluwal, în 1965. Mai ales, devine cunoscut în rolul lui François Vidocq în Les Nouvelles Aventures de Vidocq, între 1971 și 1973, unde îl înlocuiește pe Bernard Noël, interpretul personajului în prima serie din anii 1960.

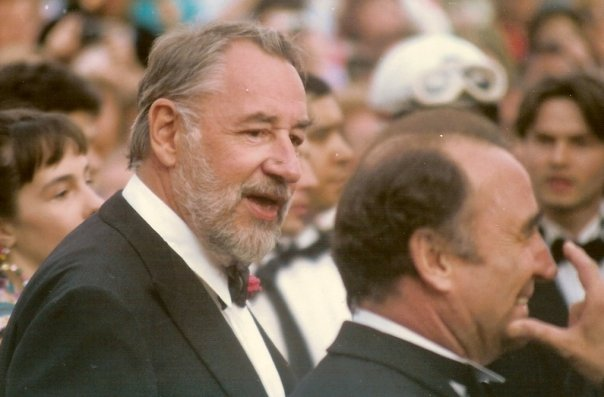
Philippe Noiret et Claude Brasseur au festival de Cannes 1989.

Abia în 1974, cu filmul Les Seins de glace de Georges Lautner, se face cu adevărat remarcat în cinematografie, obținând consacrarea în 1976, odată cu Un éléphant ça trompe énormément de Yves Robert și Le Grand Escogriffe de Claude Pinoteau. Datorită acestor două filme, câștigă premiul César pentru cel mai bun actor în rol secundar la a 2-a ediție a premiilor César, în 1977. Succesul filmului lui Yves Robert duce la realizarea unei continuări în 1977, Nous irons tous au paradis.
În 1980 i s-a acorda premiul César pentru cel mai bun actor pentru rolul său din La Guerre des polices.
De-a lungul carierei sale, a jucat în peste o sută zece filme, printre care La Boum de Claude Pinoteau, unde interpretează rolul tatălui lui Vic (Sophie Marceau), Les Loups entre eux de José Giovanni, precum și Camping și Le Héros de la famille, ambele lansate în 2006.
Între 2003 și 2007, interpretează rolul polițistului Franck Keller în serialul de televiziune cu același nume, difuzat pe TF1.
Din septembrie până în noiembrie 2013, apare în fiecare seară a săptămânii pe France 2 într-un program scurt intitulat Y'a pas d'âge.

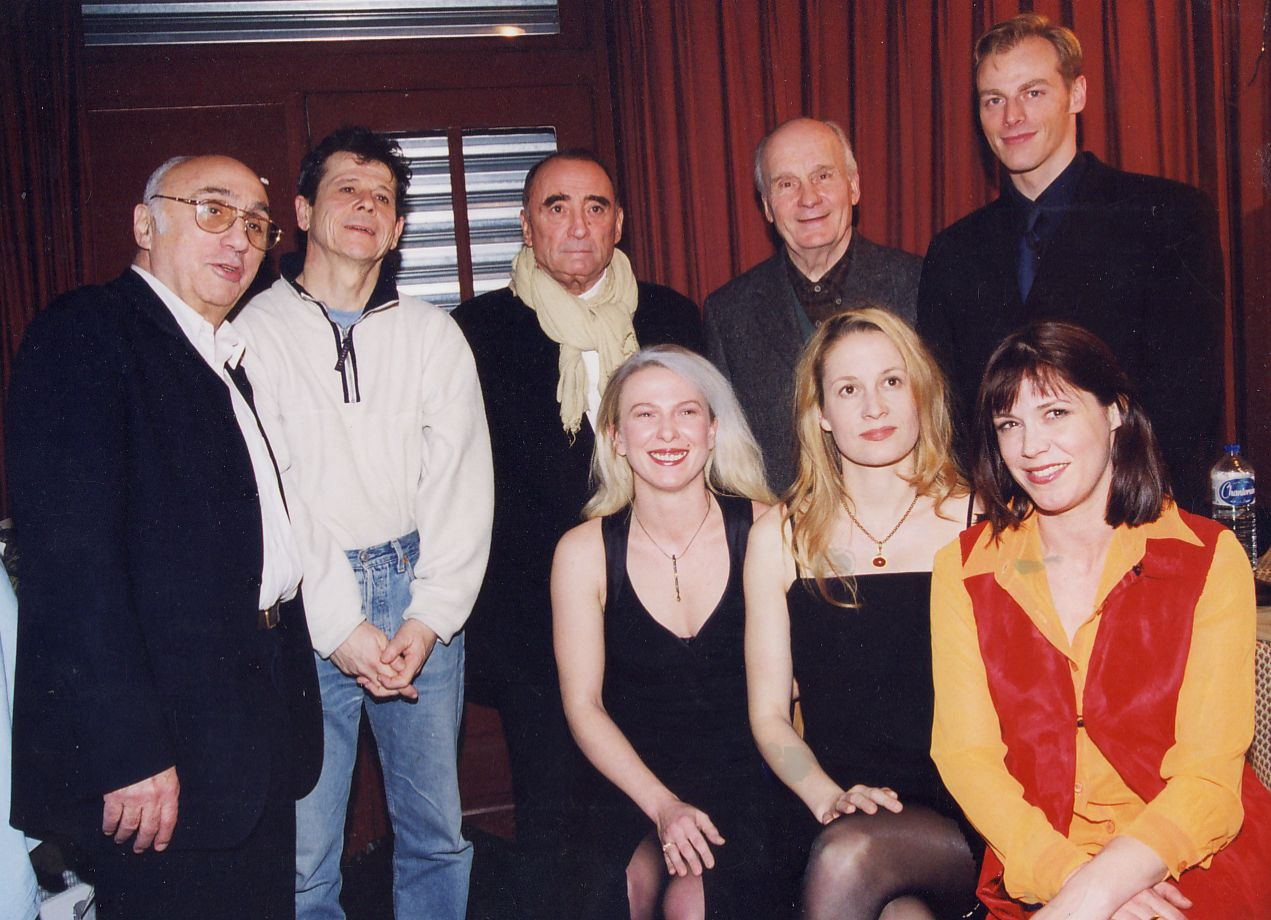
Claude Brasseur, în centrul echipei serialului À torts et à raisons în 1999.

Ultima sa apariție în cinematografie este în filmul Tout le monde debout din 2018, regizat de și cu Franck Dubosc.
În teatru, cariera sa începe în 1955 cu piesa Judas de Marcel Pagnol, în regia lui Pierre Valde, la Théâtre de Paris, și se întinde pe mai bine de șaizeci de ani, până în 2017, când joacă în L'Indigent philosophe de Marivaux, în regia lui Christophe Lidon, la Théâtre de l'Atelier. De-a lungul acestor ani, colaborează frecvent cu Roger Planchon și Marcel Bluwal.
În 1999, la Théâtre Montparnasse, interpretează rolul comandantului american Steve Arnold, agent de asigurări și pasionat de Dixieland în viața privată, însărcinat cu investigarea procesului de denazificare al dirijorului Filarmonicii din Berlin, Wilhelm Furtwängler, jucat de Michel Bouquet. Piesa, scrisă de Ronald Harwood și tradusă de Dominique Hollier, este montată sub regia lui Marcel Bluwal sub titlul À torts et à raisons.

### Sport

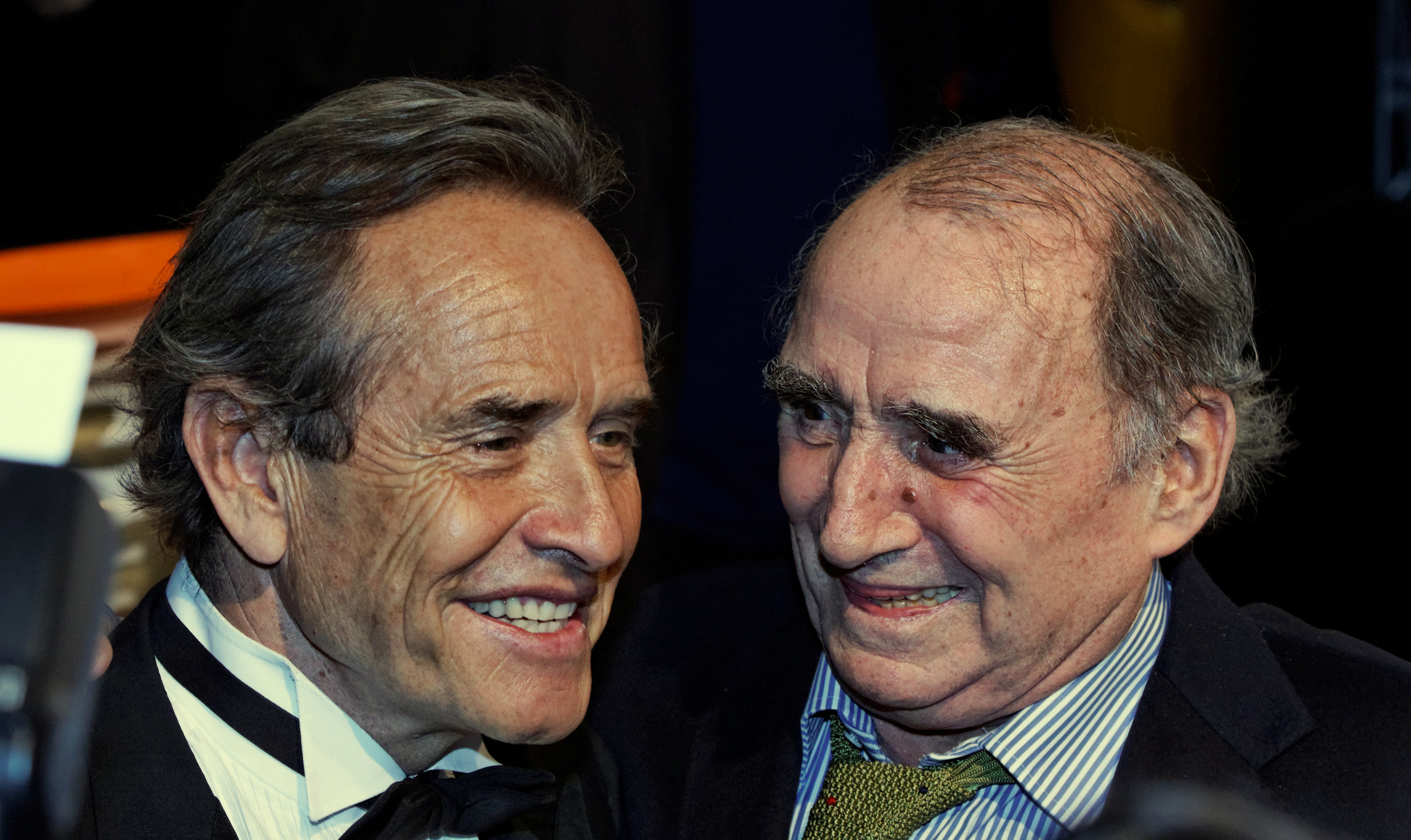
Jacky Ickx și Claude Brasseur la Festivalul Internațional al Automobilului din 2013.

Claude Brasseur s-a dedicat și competițiilor auto, câștigând, în calitate de copilot al lui Jacky Ickx, Raliul Paris-Dakar în 1983. Împreună cu partenerul său belgian, a obținut douăzeci și trei de victorii de etapă în cadrul „Dakarului” între 1981 și 1985, concurând pe Citroën CX, Mercedes 280 GE și Porsche 911. De asemenea, a participat în mai multe rânduri la curse auto pe circuit, la volanul unei Simca 1000 Rallye, în cadrul competițiilor organizate de Simca Racing Team, alături de Star Racing Team.
În timp ce fusese selectat pentru a reprezenta echipa Franței de bob la Jocurile Olimpice de iarnă din 1964 de la Innsbruck, Claude Brasseur a suferit un grav accident în competiție în 1963. Impactul violent cu peretele de gheață a provocat explozia căștii sale, ceea ce l-a contraint să renunțe la participarea olimpică.

### Activism
În 2013, Claude Brasseur a semnat „manifestul celor 343 de ticăloși” (în franceză manifeste des 343 salauds) lansat de revista Causeur, care protesta împotriva unui proiect guvernamental de penalizare a clienților prostituatelor.

### Viață personală

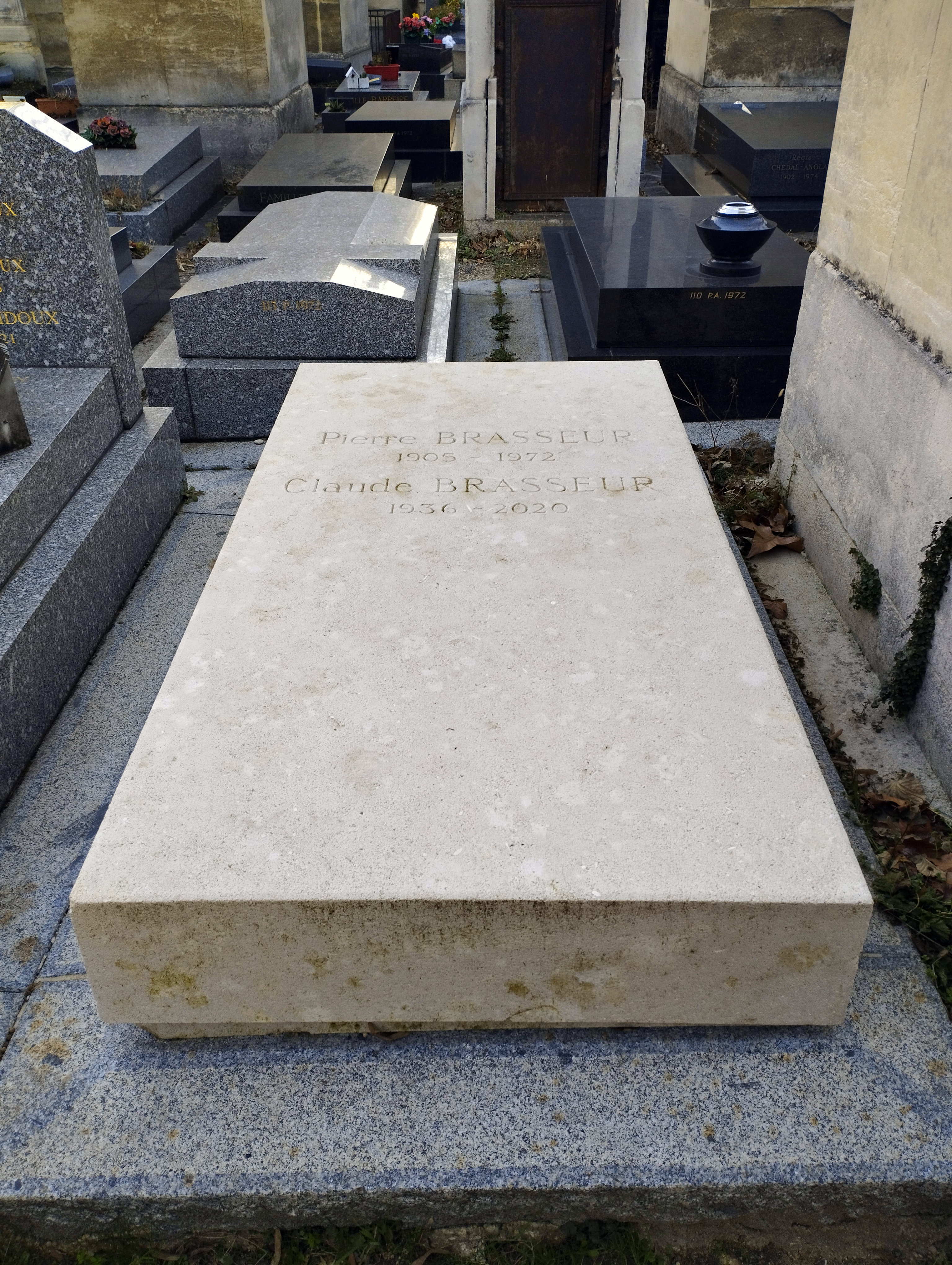
Mormântul lui Pierre și Claude Brasseur în cimitirul Père-Lachaise (diviziunea 59).

Nașul său este scriitorul american Ernest Hemingway.
El efectuează serviciul militar în Algeria în 1957, în cadrul Regimentului 22 Infanterie (22e RI).
Pe 27 martie 1961, Claude Brasseur se căsătorește cu Peggy Roche, manechin și jurnalistă de modă (care, după divorțul lor, va deveni partenera lui Françoise Sagan; ea moare în 1991). Apoi, în 1970, se căsătorește cu Michèle Cambon, sora lui Christian Cambon, cu care are un fiu, Alexandre Brasseur.

### Sfârșitul vieții și moartea
Claude Brasseur moare pe 22 decembrie 2020, la vârsta de 84 de ani, în arondismentul 14 din Paris, la câteva luni după ce a suferit un accident vascular cerebral care l-a slăbit. Este înmormântat pe 29 decembrie, alături de tatăl său, în cimitirul Père-Lachaise (diviziunea 59), după o ceremonie la biserica Saint-Roch din Paris.

## Box-office

### Box-office
| Film                             | An   | Realizator        | Spectatori |
| -------------------------------- | ---- | ----------------- | ---------- |
| Camping                          | 2006 | Fabien Onteniente | 5490482    |
| La Boum                          | 1980 | Claude Pinoteau   | 4378430    |
| La Boum 2                        | 1982 | Claude Pinoteau   | 4071585    |
| Camping 2                        | 2010 | Fabien Onteniente | 3978284    |
| Chouchou                         | 2003 | Merzak Allouache  | 3876572    |
| Camping 3                        | 2016 | Fabien Onteniente | 3229621    |
| Le Pays d'où je viens            | 1956 | Marcel Carné      | 2991062    |
| Un éléphant ça trompe énormément | 1976 | Yves Robert       | 2925868    |
| La Bride sur le cou              | 1961 | Roger Vadim       | 2815047    |
| Tout le monde debout             | 2018 | Franck Dubosc     | 2417045    |
| La Banquière                     | 1980 | Francis Girod     | 2394073    |
| Une histoire simple              | 1978 | Claude Sautet     | 2295317    |
| Le Caporal épinglé               | 1962 | Jean Renoir       | 2261671    |
| Le Viager                        | 1972 | Pierre Tchernia   | 2191183    |
| Nous irons à Deauville           | 1962 | Francis Rigaud    | 2128938    |
| Nous irons tous au paradis       | 1977 | Yves Robert       | 2080789    |
| La Verte Moisson                 | 1959 | François Villiers | 2012596    |

## Distincții

### Premii
- César 1977: Cel mai bun actor în rol secundar pentru Un éléphant ça trompe énormément și Le Grand Escogriffe
- César 1980: Cel mai bun actor pentru La Guerre des polices

### Nominalizări
- Premiul César 1977: Cel mai bun actor în rol secundar pentru Un éléphant ça trompe énormément și Le Grand Escogriffe
- Premiul César 1979: Cel mai bun actor și cel mai bun actor în rol secundar pentru Une histoire simple
- Premiul César 1980: Cel mai bun actor pentru La Guerre des polices
- Premiul César 1993: Cel mai bun actor pentru Le Souper
- Molières 2000: Molière pentru cel mai bun actor pentru À torts et à raisons
- Molières 2015: Molière pentru cel mai bun actor într-un spectacol de teatru privat pentru La Colère du Tigre
- Globes de Cristal 2015: Cel mai bun actor pentru La Colère du Tigre

### Decorații
- Ofițer al Ordinului Național al Meritului – numit cavaler pe 25 martie 2004, apoi promovat ofițer prin decretul din 13 mai 2016[39].
- Ofițer al Legiunii de Onoare – numit cavaler pe 18 noiembrie 2008, apoi promovat ofițer prin decretul din 30 decembrie 2016[40].
- Comandor al Ordinului Artelor și Literelor – ofițer din 1988[41].